# Mezinárodní varhanní soutěž Petra Ebena
Mezinárodní varhanní soutěž Petra Ebena (dříve Soutěž mladých varhaníků) se od roku 1978 koná každé dva roky v Opavě.

## Obecné informace
Soutěž má tři kategorie:
- I. - neprofesionální varhaníci do 26 let z ČR a Slovenska
- II. - profesionální varhaníci do 19 let. Kategorie je otevřena kandidátům ze všech zemí
- III. - profesionální varhaníci do 26 let. Kategorie je otevřena kandidátům ze všech zemí

Nejvýznamnější a zahraničními kandidáty nejnavštěvovanější je III. kategorie, která má tři kola. První je vylučovací a koná se v sále Městské knihovny Petra Bezruče Opava, druhé kolo je též vylučovací a kandidáti musejí hrát na mechanické varhany v kostele sv. Ducha a třetí kolo - finále se odehrává v Konkatedrále Panny Marie Opava. Všechna kola jsou přístupná veřejnosti. Soutěž probíhá každý sudý rok v říjnu, její porota bývá složena ze sedmi osobností varhanní interpretace i improvizace. Držitelé prvních tří cen získávají finanční odměny a vítězové vystupují na závěrečném koncertě. Vždy se také uděluje Cena Nadace Český hudební fond za nejlepší interpretaci skladby Petra Ebena, jehož jméno soutěž nese (poprvé se tak stalo v roce 2004, když Petr Eben slavil své 75. narozeniny).

## Významní varhaníci v porotě
- Susan Landale (Francie)
- Jaroslav Tůma (HAMU Praha)
- Petr Rajnoha (ČR)
- Kamila Klugarová (JAMU Brno)
- Václav Uhlíř (Pardubice)
- Roberto Antonello (Itálie)
- Imrich Szabó (Slovensko)
- Martin Sander (Německo)
- Johannes Geffert (Německo)
- Jon Laukvik (Německo)
- Halgeir Schiager (Norsko)
- Julian Gembalski (Polsko)

## Významní ocenění varhaníci
- Maria Mokhova (Rusko)
- Arnfinn Tobiassen (Norsko)
- Balász Szabó (Maďarsko)
- Pavel Černý (ČR)
- Pavel Svoboda (ČR)
- Marek Kozák (ČR)
- Vladimír Roubal (ČR)
- Kalnciema Liene Andreta (Lotyšsko)
- Přemysl Kšica (ČR)